# 환경경제학
환경경제학(環境經濟學)은 환경 문제에 관한 경제학의 하부 분야이다.

## 정의
전미경제연구소 환경경제학 프로그램에 따르면 환경경제학을 다음과 같이 풀이하고 있다.
[...] 환경경제학 [...] 은 전 세계 자연 및 지역 환경 정책의 경제적 효과에 대한 이론적이거나 실험적인 연구를 떠맡는다. [...] 특정한 문제에는 대기 오염, 수질, 독성 물질, 고체 폐기물, 지구 온난화를 다루기 위한 대체 환경 정책의 비용과 이점을 포함한다.
[...] Environmental Economics [...] undertakes theoretical or empirical studies of the economic effects of national or local environmental policies around the world [...]. Particular issues include the costs and benefits of alternative environmental policies to deal with air pollution, water quality, toxic substances, solid waste, and global warming.

### 배경 및 개념

열대태풍의 증가 (사진:카트리나) : 기후재앙

지구 온난화부터 생물 다양성의 감소와 환경 오염에 이르기까지 다양한 종류의 환경문제들은 오늘날 경제적 시각에서 많이 다루어지고 있다. 이와 같은 사조는 1970년대 여러 환경오염 문제가 미디어에 보도되면서 생태학에 관한 논의 활성화와 함께 형성되었다.
세계 경제는 자원이용과 국민총생산소득으로 해석되는 경제 개발의 환경적 "비용"을 측정하기 시작하였고 이는 현재까지 환경적 고려가 적었던 기존 사고방식의 변화를 보여준다. 생물물리학적 환경은 생태학과 지구상의 모든 활동과 관련하여 생태계의 체계와 순환구조와 연계되어 있다. 이는 곧 시장 측면의 한계(지하수 오염)보다 공급 측면의 한계(석유나 수산자원의 과도한 채취 및 포획)에 비중을 두고 있음을 말한다. 경제 개발 모델은 인간활동의 결과물로서 환경에 부정적인 영향을 미칠 수 밖에 없다는 해석을 내포하고 있다.
이와 같은 인식은 현대문화의 근래 현상으로 여겨진다. 경제(economy)라는 단어의 어원은 (집이라는 의미의 "oikos"와 규칙이라는 의미의 "nomos"의 조합) "집" 즉, 생태계의 효율적인 관리라는 뜻을 해석되며, 생태학(ecology)의 어원(집이라는 의미의 "oikos"와 학문이라는 의미의 "logos")에도 반영되어 있다. 중농주의자(Physiocratie)나 고전 경제학파의 논의에서 경제와 천연자원의 희소성의 관계가 명확하게 확립되었다면, 새고전경제학파의 입장에서는 천연자원의 고갈에 대한 인식이 생략되고 희소성에 따른 비용적 측면만 다루고 있다. 경제학과 생태학이 진정으로 통합되어 (자연과학적 측면을 포함하여) 논의된 계기는 1968년 설립된 로마 클럽에서 발표한 «성장의 한계(Limits to Growth, 1972)» 보고서로 볼 수 있다. 에너지 자원의 한계에 대한 경각심을 일깨운 이 보고서는 새고전주의 이론에 따라 환경의 개념을 환기시키는 역할을 하였다.

### 환경경제학의 의의

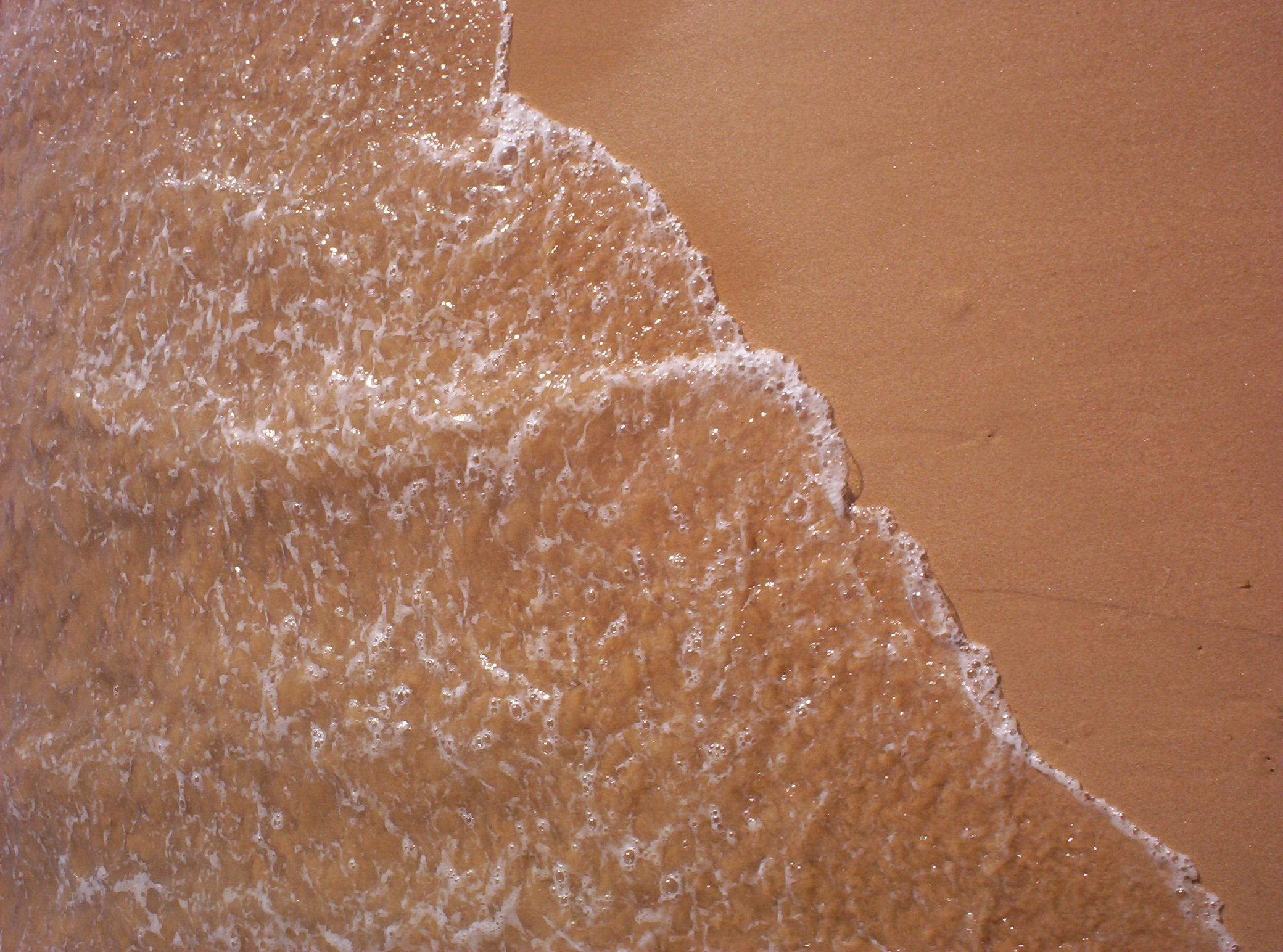
기후 온난화, 해수면 상승

인간과 자연의 관계에서 인간은 전적으로 자연에 의존하여 천연자원을 채취하고 자연을 정복함으로써 독립성을 확보한다. 인간의 경제활동에 있어서 자연은 필수불가결한 존재이다. 이러한 인식의 발전으로 의해 다소 관점의 논쟁이 많은 환경경제학이 성립되었다. 환경경제학의 의의는 환경의 생태학적 가치를 경제학적 개념에 통합시키고 더 나아가 사회과학 분야 전반에 도입하는 것이다. 따라서 환경경제학은 신고전학파가 무의식적으로 고려하지 않는 환경적 관점을 경제학에 포함시키는 데에서 의의를 갖는다.
환경경제학은 인간과 환경이라는 주체들간의 상호작용을 반영하는 새로운 경제적 효율성의 개념을 연구한다. 이러한 연구방향은 기존 경제학과 동떨어진 것이 아니라 기존 경제학에 생태학적 가치를 접목시키고 환경적 변수를 고려하는 경제학을 제시하는 것이다.
환경경제학은 행위자의 후생, 자원의 생산과 이용과 같은 기존 경제학의 중심개념들을 새롭게 정의하며 기본적인 가정을 전제로 한다. 신고전경제학에서 말하는 후생은 상품의 소비를 통해 이루어진다. 환경경제학에서는 후생 개념에 개인이 환경에 부여하는 계량화할 수 없는 상징적이고 실질적인 가치를 추가한다. 전 세계적인 물자의 생산과 소비가 경제구조 속에서 갖는 환경적 연관성 또한 포함된다.

## 경제이론과 환경
경제학에서는 경제적 행위자들의 선호도와 효용성을 고려하는 희소한 자원의 최적의 분배상태인 옵티멈(optimum)을 중시한다. 예를 들어 파레토 최적은 경제학에서 가장 많이 사용되는 옵티멈 중 하나이다. 이는 한 개인의 후생이 향상되는 것은 다른 개인의 후생을 저하시킨다는 개념을 뜻하는데, 파레토 최적은 이러한 분배가 모두 완료된 상태를 지칭한다. 이와 같이 경제학적 개념에서 정의하는 파레토 최적은 시장의 경쟁적 특성과 가격결정구조의 조종기능을 전제로 할 때에 존재가능하다.
그러나 경제학에서 말하는 시장의 균형이 사회 및 환경적 측면에서의 최적의 상태와 동일하지는 않다. 최적의 상태는 정교하게 통제된 시장거래 체제에서 존재하며, 가치로 인정되지 않은 요소들은 경제행위자들의 경제적 효용성에 일정한 영향을 갖더라도 효용성 분석에서 철저하게 배제된다. 즉, 환경과 관련된 측면들이 생략된 것인데, 이러한 요소들을 시장거래의 외부효과(externality)라고 한다. 외부효과는 경제행위자의 후생을 개선할 수 있다는 관점에서 긍정적 요소로 볼 수도 있다. 그러나 금전적인 보상 없이 후생을 감소시킬 수 있다는 측면에서 부정적인 요소로 여겨지기도 한다(예를 들어 공항건설 시, 소음공해로 인해 주변 부동산 가치가 하락할 수 있다). 따라서 비효율적인 외부효과의 내재화를 통해 손실가치를 시장거래 체제에 반영해야 한다. 즉, 환경적 손실의 가격을 결정하는 것이다.
환경경제학에서는 "오염의 최적"을 탐구한다. 즉, 환경이라는 변수를 고려하여 파레토 최적을 산출하는 것을 의미한다. 오염의 최적에서는 타인의 손실없이는 환경적 변수에 민감한 한 경제행위자의 후생을 향상시키는 데에 한계가 있다. 실제 환경경제학의 오염의 최적은 생태학자들로부터 가장 많은 비판을 받고 있기도 하다.

### 환경경제학의 원리

#### 오염자 부담 원칙
오염자 부담 원칙은 1972년 독일에서 생성된 개념으로 OECD가 경제학의 기초 원리로 인정하였다. 오염자 부담 원칙은 오염을 유발한 자가 그 비용을 지불하는 것을 뜻한다. 그러나 때로는 오염에 개입되지 않은 행위자가 오염에 대한 비용을 부담하는 경우도 있다. 이는 오염을 일으키는 자(예를 들어 공장)가 앞으로 오염을 저감하고 시설을 개선하기 위해 필요한 비용을 지원하기 위한 공공정책의 일환으로 적용되는 원칙이다. 실제로 프랑스의 수자원공사(Agence de l'eau|Agences de l'Eau)에서는 이와 같은 원칙을 적용하여 수돗물 사용자들에게 세금을 적용하고 있다.

#### 예방원칙
예방원칙은 주로 보건상의 이유로 시장거래가 제한되는 근거가 된다. 광우병, 유전자조작생물 (GMO) 등이 대표적인 예이다. 이러한 경우에 환경경제학에서는 예방원칙이 적용되는 사태의 경제적, 환경적 결과를 함께 고려한다. 예방원칙은 환경파괴의 비가역성에 의해 성립한다.

## 환경경제학의 적용

### 교토 의정서
교토 의정서는 환경적 제약과 경제개발의 균형을 조정하기 위한 국제협약으로서 환경경제학이 적용되는 사례 중 하나이다. 환경경제학에서는 목표(온실가스 감축)에 도달하기 위한 오염의 최적을 정의한다. 교토 의정서의 오염의 최적은 생태학적 입장에서는 온실가스 방출의 완벽한 중단상태를 뜻하고, 시장경제학에서는 온실가스 방출에 따른 비용이 이미 시장가격에 반영되었다고 주장한다. 환경경제학은 이 두 학파의 절충적인 입장을 취하고 있다..

### 세금, 보조금, 시장과 오염권한
- 환경 규제
- 배출권 거래제
- 오염에 대한 세금제
- 더 잘 정의된 재산권

## 생물지구화학적 순환

생명에 필수적인 전 세계 생물지구화학적 순환
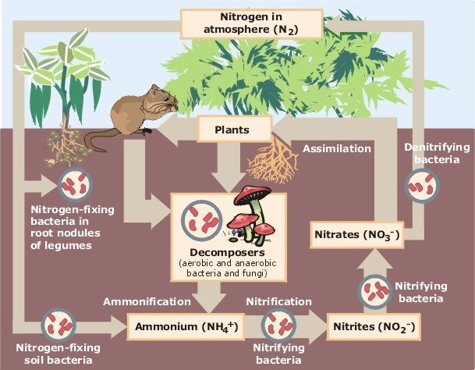
질소의 순환
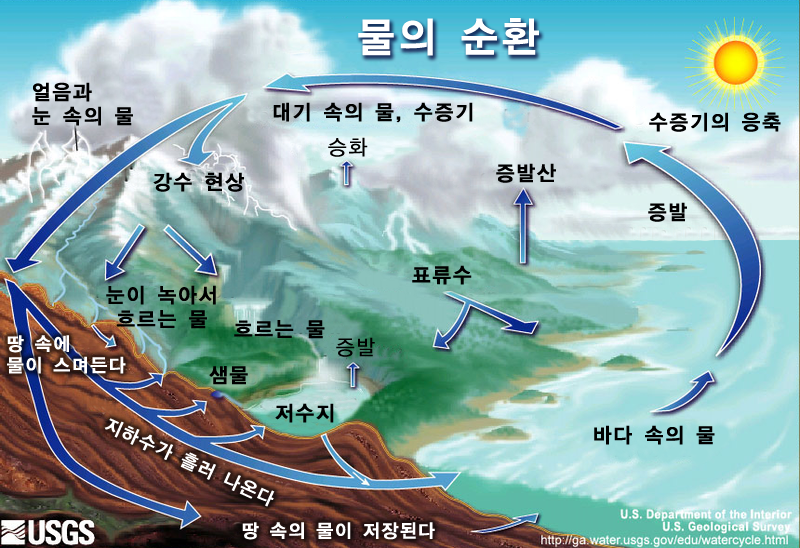
물의 순환
탄소의 순환
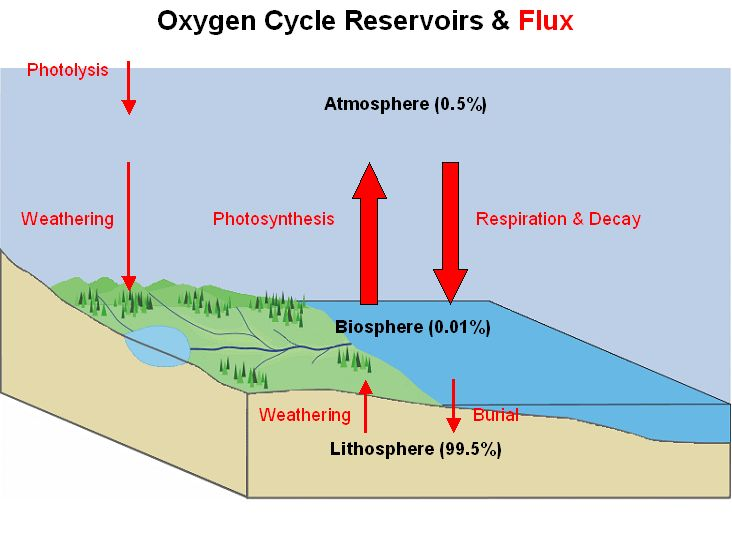
산소의 순환

## 같이 보기
- 생물지구화학적 순환
- 재생가능 자원
- 천연 자원
- 국제응용시스템분석연구소

### 참고서적
- Entreprises et environnement. Rapport à la commission des comptes et de l'économie de l'environnement. Ministère de l'écologie et du développement durable. La documentation française. 2004.
- Olivier Beaumais et Mireille Chiroleu-Assouline, Économie de l'environnement, Amphi Bréal, 2002
- Gilles Rotillon, L'économie des ressources naturelles, Repères La Découverte, 2005
- Annie Vallée, L'économie de l'environnement, Points Le Seuil, 2002
- Philippe Jurgensen, L'économie verte, Odile Jacob, 2009